# Badre Dine Zioini
Badre Dine Zioini, né le 25 mars 1976 à Clermont-Ferrand, est un athlète international français de demi-fond et de cross.
Vainqueur de la coupe d'Europe en salle 2006 avec l'équipe de France et 4e des Jeux de la Francophonie de 2005, Badre Dine Zioini évolue alors au plus haut niveau français.
7 sélections en équipe de France seniors et 5 podiums individuels sur des championnats de France font de lui un redoutable adversaire.
Ses 10 records départementaux et 9 records régionaux lui permettent de maintenir son leadership dans l'athlétisme auvergnat.

## Palmarès
| Date | Compétition                                      | Lieu             | Résultat | Discipline    | Performance |
| ---- | ------------------------------------------------ | ---------------- | -------- | ------------- | ----------- |
| 2000 | Championnats de France d'athlétisme              |                  | 3e       | 3 000 steeple |             |
| 2001 | Championnat de France de cross-country           |                  | 2e       | 4 km          |             |
| 2001 | Championnat du monde de cross-country            | Ostende          | 55e      | 4 km          |             |
| 2001 | Match international                              | Ashford          |          | 3 000 steeple |             |
| 2002 | Relais Ekiden                                    | Chiba`           |          | 5 km          |             |
| 2003 | Match international                              | Clermont-Ferrand |          | 3 000 steeple |             |
| 2004 | Championnats de France d'athlétisme 2004         |                  | 3e       | 5 000 m       |             |
| 2005 | Championnat de France en salle                   |                  | 3e       | 3 000 m       |             |
| 2005 | Jeux de la Francophonie                          | Niamey           | 4e       | 3 000 steeple |             |
| 2006 | Championnat du monde de cross-country            | Fukuoka          |          | 4 km          |             |
| 2006 | Coupe d'Europe des nations d'athlétisme en salle | Liévin           | 1er      | 3 000 m       |             |